# Hohlraum
In termodinamica delle radiazioni, con il termine hohlraum (dal tedesco hohlraum, ossia "cavità") si indica una cavità le cui pareti sono in equilibrio radiativo con l'energia radiante all'interno della cavità. Una tale, ideale, cavità può essere approssimata nella realtà praticando un foro nella parete di un contenitore cavo di qualsiasi materiale opaco che abbia una superficie interna sufficientemente grande rispetto alle dimensioni del foro. In un simile oggetto, la radiazione che fuoriesce attraverso tale foro sarà infatti una buona approssimazione della radiazione del corpo nero alla temperatura dell'interno del contenitore.

## Fusione a confinamento inerziale

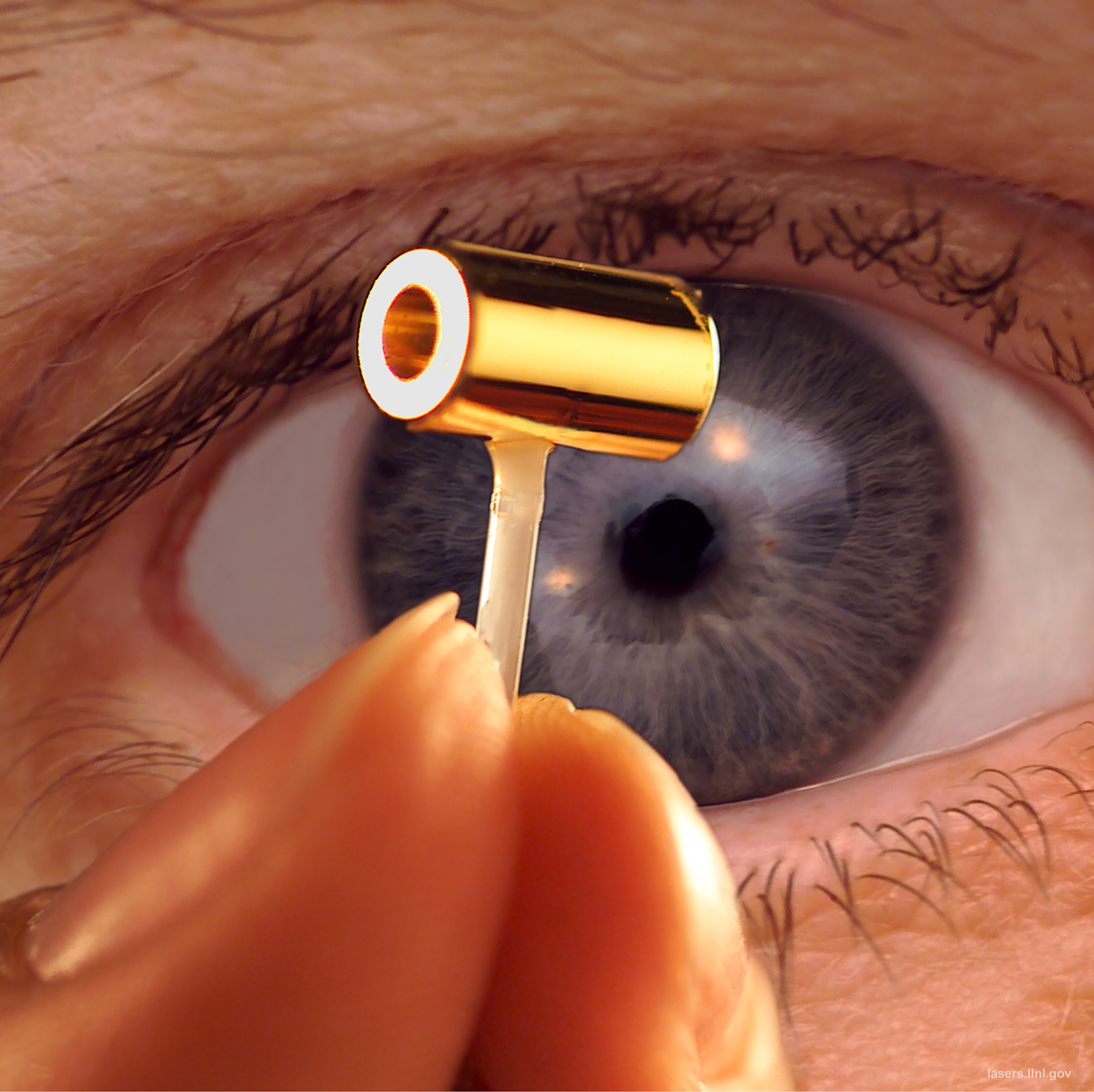
Il modello di un hohlraum placcato in oro progettato per essere utilizzato nella National Ignition Facility (NIF)

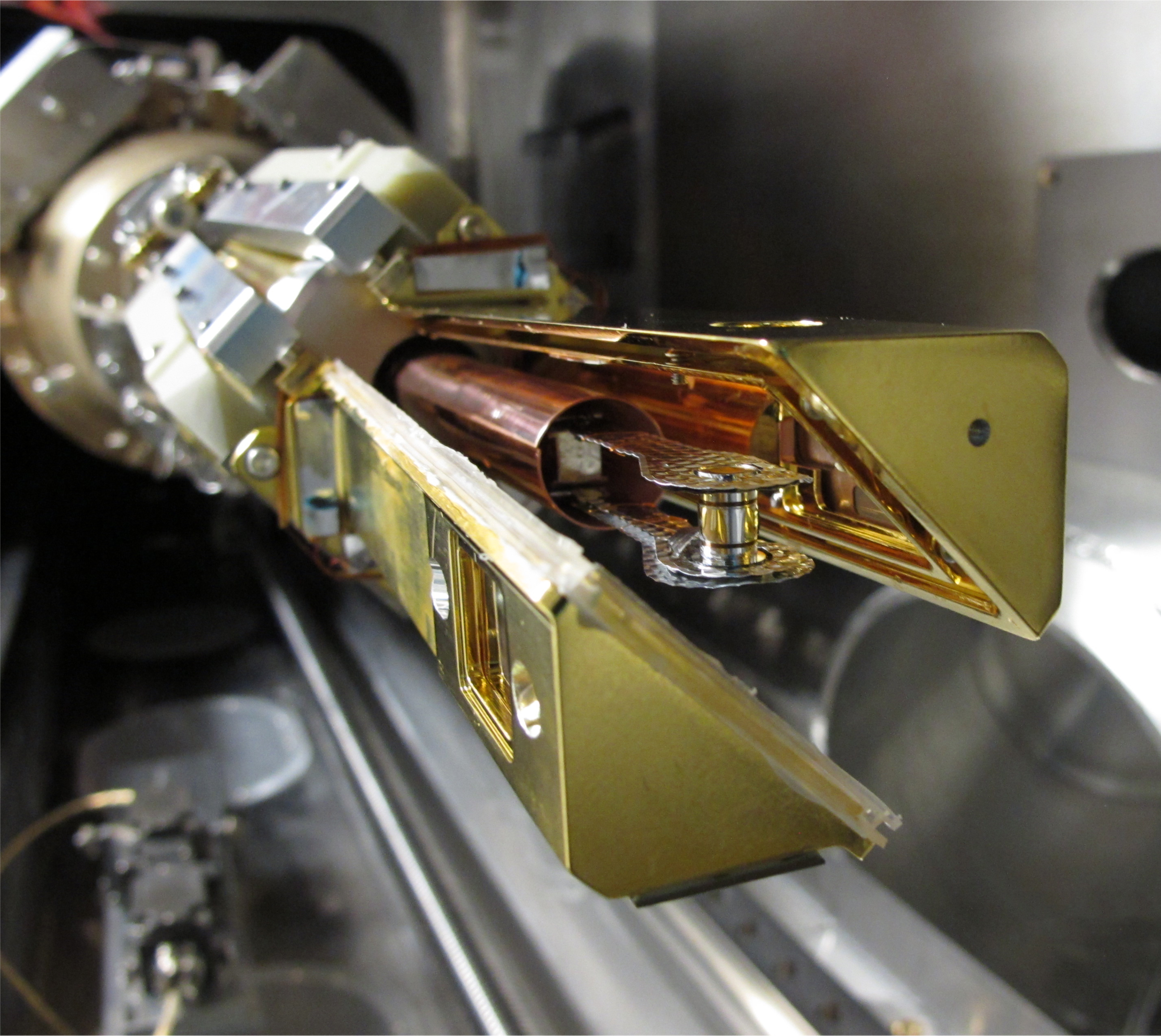
Nell'immagine è possibile vedere in primo piano l'hohlraum che fungerà da bersaglio per la radiazione laser, utilizzato in un esperimento di fusione presso il NIF. I due bracci a sezione triangolare ai lati del bersaglio formano uno scudo protettivo attorno a esso fino a quando non si aprono, come in fotografia, cinque secondi prima dell'irradiazione.

In diversi apparati sperimentali volti a sviluppare il processo di fusione a confinamento inerziale utilizzando il cosiddetto approccio indiretto o "a illuminazione indiretta", la capsula di combustibile per la fusione nucleare, contenente deuterio e trizio, è posta all'interno di un hohlraum cilindrico realizzato solitamente in oro o uranio o comunque in un materiale avente un elevato numero atomico. In tale approccio, la sorgente radiativa, costituita solitamente da potenti laser, non viene puntata direttamente sulla capsula, bensì sulle pareti interne dell'hohlraum, il quale assorbe la radiazione e la riemette sotto forma di raggi X, portando all'ablazione della parte più esterna della parete della capsula, realizzata in elementi leggeri quali litio, berillio e carbonio o anche in plastica, che esplode, sotto forma di plasma, verso l'esterno facendo quindi implodere la parte più interna a velocità tali da comprimere il deuterio e il trizio posti all'interno della capsula al punto di innescare la fusione nucleare. Se questo approccio ha il vantaggio che i fasci laser possono essere più grandi e meno precisi, semplificando notevolmente la loro produzione, il rovescio della medaglia è che gran parte dell'energia fornita (fino all'85%) viene utilizzata per riscaldare l'hohlraum fino a produrre raggi X, e quindi l'efficienza globale è molto inferiore rispetto a quella che si avrebbe dalla deposizione diretta dell'energia sul bersaglio.
Poiché l'implosione della capsula deve avvenire il più simmetricamente possibile, in modo da evitare instabilità idrodinamiche durante la compressione del combustibile e garantire che quest'ultima risulti uniforme, è necessario che l'intensità dei raggi X che la colpiscono sia a sua volta uniforme da tutte le direzioni, per questo, la rugosità superficiale delle pareti dell'hohlraum deve essere inferiore a 1 micron. È stato infatti osservato che, al fine di ottenere una perfetta omogeneità dell'intensità dei raggi X e di raggiungere quindi la pressione e della temperatura necessarie all'innesco della fusione, oltre alla particolare disposizione geometrica delle sorgenti di radiazioni, un ruolo fondamentale è quello giocato dalla finitura superficiale dell'hohlraum; a ciò si somma poi la necessità di avere una capsula perfettamente sferica, la cui rugosità superficiale deve essere inferiore al nanometro, onde garantire un'implosione perfettamente simmetrica.

## Armi termonucleari
Il termine "hohlraum" è utilizzanto anche per descrivere l'involucro delle armi termonucleari di tipo Teller-Ulam, spesso realizzato in piombo, il cui scopo è contenere e riflettere i raggi X prodotti dalla fissione dello stadio primario dell'ordigno, portando così alla trasformazione in plasma del materiale interstadio, qual è ad esempio il fogbank; tale plasma poi, facendo implodere e comprimendo lo stadio secondario, innescherà la fusione nucleare.